# ノール・デュ・ケベック地域
ノール・デュ・ケベック地域（ノール・デュ・ケベックちいき、フランス語: Nord-du-Québec）はカナダ・ケベック州の地方行政区の1つ。ケベック州北部で州面積の55%を占める最大の地域。人口では州全体の0.5%に過ぎず、住民の約半分が先住民族のクリー族及びイヌイット族である。西をハドソン湾とジェームズ湾、北をアンガヴァ湾に面し東はラブラドール地方（ニューファンドランド・ラブラドール州）に接している。この地域の全面積が「ジェームズ湾・北ケベック協定（Convention de la Baie-James et du Nord québécois / James Bay and Northern Quebec Agreement、1975年）」に含まれ、先住民族との調和のとれた経済発展を保証している。

The three territories equivalent to a regional county municipality

## 行政区分
ノール・デュ・ケベック地域は大きく分けて、3つの「同等地域」（郡に相当する地域、territory equivalent to a regional county municipality、TE）に分かれている。人口は2011年国勢調査のもの。
- カティヴィク：北緯55度線以北で、ヌナビクとほぼ同等の地域を指す（詳細は下記）。住民はほぼイヌイットで人口12,090人。カティヴィク地方政府が自治的に治めている。
- イユー・イスチ：ジャメジーの地域にあるクリー族村落の連合体。人口16,350人。
- ジャメジー：カティヴィクとイユー・イスチ以外の北緯55度線以南の地域。人口14,139人。

但しクリー族評議会（Grand Conseil des Cris）がイユー・イスチと呼ぶ場合には、ジャメジーの大部分となる隣接する伝統的なクリー族の領地を指す。
ノール・デュ・ケベック地域で最も人口の多い集落はジャメジーにあるシブガモ（Chibougamau）である。イユー・イスチで最大の集落はチサシビ（Chisasibi、ᒋᓴᓯᐱ）。カティヴィクで最も人口の多い集落はクージュアク（Kuujjuaq）である。
ヌナビク地区にはまた、（Nunavik、北緯55度線以北）には「ジェームズ湾・北ケベック協定」に基づく14の北方村落（Villages Nordiques）がある。

### カティヴィク
- カティヴィク（フランス語版）地域（Kativik）：「同等地域」でカティヴィク地方政府が治めている。下記の北方村落（フランス語版）が属する。
  - アクリビク（フランス語版）（Akulivik、北方村落）
  - アウパルク（フランス語版）（Aupaluk、北方村落）
  - イヌクジュアク（フランス語版）（Inukjuak、北方村落）
  - イブジビク（フランス語版）（Ivujivik、北方村落）：ケベック州最北
  - カンクスアルジュアク（フランス語版）（Kangiqsualujjuaq、北方村落）
  - カンクスジュアク（フランス語版）（Kangiqsujuaq、北方村落）
  - カンギルスク（フランス語版）（Kangirsuk、北方村落）
  - クージュアク（フランス語版）（Kuujjuaq、北方村落）：フォート・チモ（Fort Chimo）とも呼ばれていた
  - クージュアラピク（フランス語版）（Kuujjuarapik、北方村落）
  - プヴィルニトゥク（フランス語版）（Puvirnituq、北方村落）
  - クアクタク（フランス語版）（Quaqtaq、北方村落）
  - サルイト（フランス語版）（Salluit、北方村落）
  - タシウジャク（フランス語版）（Tasiujaq、北方村落）
  - ウミウジャク（フランス語版）（Umiujaq、北方村落）

### クリー自治地域
- イユー・イスチ（フランス語版）（Eeyou Istchee）：「同等地域」でクリー族評議会（フランス語版）（仏語：Grand Conseil des Cris、クリー語ラテン文字表記：Eeyou Istchee）が治めている。下記の9クリー族村落（Villages Cris）が属する。
  - チサシビ（Chisasibi、ᒋᓴᓯᐱ）
  - ワスカガニシュ（Waskaganish）：フォート・ルパート（Fort Rupert）とも呼ばれていた
  - イーストメイン（Eastmain）
  - ミスティッシーニ（Mistissini）
  - ネマスカ（Nemaska）：クリー族評議会の首府
  - ウジェ＝ブグムー（Oujé-Bougoumou、ᐆᒉᐳᑯᒨ）
  - ワスワニピ（Waswanipi）
  - ウェミンジ（Wemindji）：ヌーヴォー＝コンプトワ（Nouveau-Comptoir）とも呼ばれていた
  - ワプマグーシュツイ（Whapmagoostui、ᐧᐋᐸᒣᑯᔥᑐᐃ）

### ジャメジー
ジャメジーの語源はジェームス湾に注ぐ流域であったが、現在ではイユー・イスチ以外の北緯55度線以南の地域を指す。イユー・イスチの伝統的な領地と重複しているが行政区分としては上記のクリー自治地域を除く北緯55度線以南の地域と定義されている。

#### 下層自治体
ジャメジーには5つの下層自治体（市町村にあたる）が存在する。
- シブガモ（フランス語版）（Chibougamau）：地域最大の市。
- シャペー（フランス語版）（Chapais）：シブガモにほど近い市。
- ルベル＝シュル＝ケヴィヨン（フランス語版）（Lebel-sur-Quévillon）：シブガモから200km南西にある市。
- マタガミ（フランス語版）（Matagami）：マタガミ湖岸の市。
- イユー・イスチ・ジェームズ・ベイ（英語：Eeyou Istchee James Bay、仏語：Eeyou Istchee Baie-James、クリー語：ᐄᔨᔨᐤ ᐊᔅᒌ ᒉᐃᒥᔅ ᐯᐃ）：「ジェームズ湾・北ケベック協定（フランス語版）（Convention de la Baie-James et du Nord québécois / James Bay and Northern Quebec Agreement、1975年）」に基づき上記4市以外のジャメジーの地域をその領域としている。2012年のケベック州政府とクリー族の協定合意により、従来のベイ・ジェームズ市を置き換える形で2014年にイユー・イスチ・ジェームズ・ベイ特別自治体が設立された[3]。